# كوديجورو
كوديجورو (بالإيطالية: Codigoro)‏ هي بلدية في مقاطعة فيرارا في إقليم إميليا رومانيا الإيطالي.

## السكان
في سنة 1861 بلغ عدد السكان 4٬374 نسمة، وتطور العدد ليصل في سنة 2011 لـ 12٬389 نسمة.
يظهر هذا المخطط البياني تطور النمو السكاني لـ كوديجورو